# Mircene
Il mircene o β-mircene è un terpene che si trova nell'olio essenziale di piante quali la verbena, la citronella, cannabis indica e la mircia (da cui trae il nome).
Il mircene è uno dei più importanti prodotti chimici utilizzati nell'industria dei profumi.
Per il suo odore gradevole è talvolta usato direttamente.
L'α-mircene (2-metil-6-metilen-1,7-ottadiene) è un suo isomero strutturale che non si trova in natura.